# Rio Hugli
O rio Hugli ou rio Hooghly (em bengali:  হুগলী, huglí) ou Bhaguirati-Hugli, é um rio que é distributário do rio Ganges em Bengala Ocidental (leste da Índia). Tem 260 km de comprimento. Na albufeira da barragem de Farakka no distrito de Murshidabad separa-se do Ganges como um canal. A localidade de Hugli-Chinsura fica nas suas margens.
A profundidade média é de 60 m, e a profundidade máxima de 110 m. Entre os seus afluentes estão o Damodar e o Rupnarayan.
O sítio onde o Hugli descarrega as suas águas na baía de Bengala denomina-se Ganga Sagar ("oceano do Ganges"). Este sítio é sagrado para os hindus, que consideram que uma imersão no local tem grande significado religioso, particularmente durante o dia de "makara sankranti" (quando o Sol passa de Capricórnio a Sagitário).